# Vers une Architecture
Vers une Architecture is een verzameling van essays geschreven door architect Le Corbusier, die er het concept van moderne architectuur in verdedigt. Het boek had een grote invloed op de ontwikkeling van modernisme in de architectuur. Het boek bevat zeven essays, die - met uitzondering van eentje - allemaal waren gepubliceerd in het tijdschrift L'Esprit Nouveau, begin 1921. Het boek pleitte voor een wedergeboorte van de architectuur, gebaseerd op de functie en voor een nieuwe esthetiek die gebaseerd was op vorm (zie ook: functionalisme).
In het boek gebruikte Le Corbusier de puristische methode van assembleren van collages van korte alinea’s teksten, stellingen en aforismen. Her en der in het boek komen steeds weer andere omschrijvingen voor van wat hij onder moderne architectuur verstond.
- ‘Nieuwe architectuur is ontroerende verhoudingen tot stand brengen met de elementen licht, schaduw, muren en ruimte.’ Of:
- ‘Architectuur is het vakkundige, zuivere en grootse spel van volumes, die in het licht zijn samen gevoegd. Onze ogen zijn gemaakt om vormen in het licht te zien; vormen worden onthuld door schaduw en licht; kubische, conische, bolle, cilindrische of driehoekige vormen zijn de primaire vormen, die zich in het licht duidelijk aftekenen; we vormen ons er een helder, tastbaar en eenduidig beeld van. Daarom zijn het mooie vormen, de mooiste vormen...’.

Met een reeks foto’s van objecten als silo’s, oceaanstomers en vliegtuigen illustreerde hij zijn interesse voor het machinetijdperk. Alom bekend werd zijn uitspraak: La maison est une machine à habiter (het huis is een woonmachine), waarmee hij probeerde duidelijk te maken dat het huis als een goed functionerend apparaat om in te wonen is.
Zijn polemisch betoog kwam neer op een radicale breuk met de negentiende-eeuwse stijlarchitectuur – ‘Architectuur heeft niets met “stijl” te maken’ – en een faillietverklaring van de gevestigde architectenopleiding aan de École des Beaux Arts. Hij meende dat die volstrekt achterhaald was door de rationele ontwerpen van ingenieurs van de andere takken van het bouwbedrijf en uit de industrie.